# C.T.M.A. Vacancier
La C.T.M.A. Vacancier è una nave traghetto ro-ro passeggeri, in servizio con questo nome per la compagnia canadese CTMA (Coopérative de Transport Maritime et Aérien) dal 2002. In precedenza aveva prestato servizio come Aurella per Viking Line, Saint Patrick II per Irish Continental Line ed Egnatia II per Hellenic Mediterranean Lines.

## Servizio

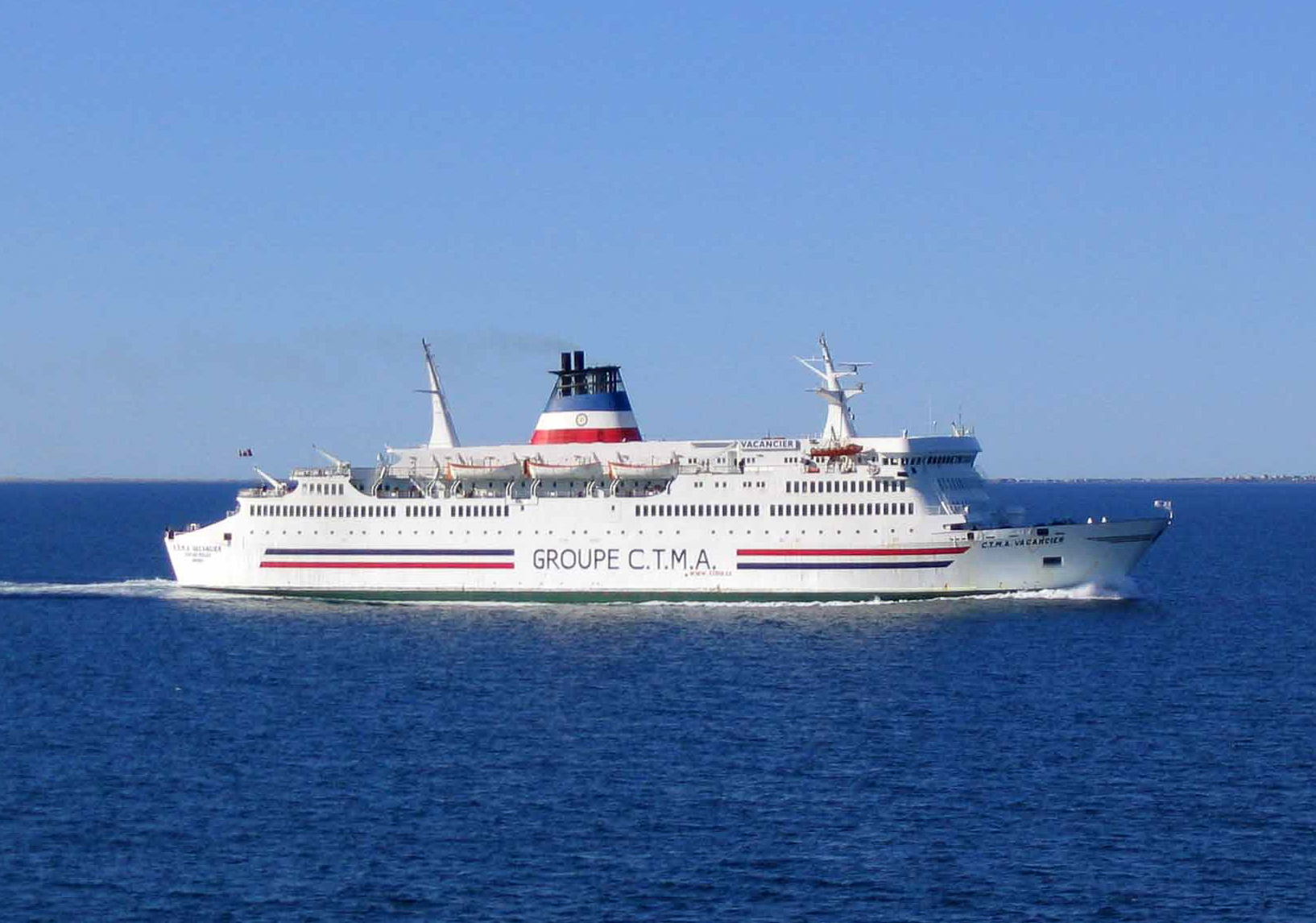
La C.T.M.A. Vacancier in navigazione (2004).

Ordinata nel maggio 1972, la nave fu progettata dallo studio danese Knud E. Hansen, venendo costruita presso il J.J Sietas KG Schiffswerft di Amburgo. Fu varata il 17 marzo 1973, venendo consegnata alla proprietaria SF Line il 30 giugno dello stesso anno. Battezzata Aurella, entrò in servizio per la Viking Line (consorzio formato da SF Line insieme ad altre due compagnie di navigazione) il 3 luglio, venendo impiegata sulla linea Naantali - Mariehamn - Kapellskär e collegando, quindi, Svezia e Finlandia con scalo nelle Isole Åland.
Il 21 settembre 1973 la Aurella si incagliò su un'isola dell'arcipelago, riuscendo a liberarsi solo l'8 ottobre e tornando in servizio il 3 novembre, dopo essere stata riparata. La nave rimase in servizio per Viking Line fino al settembre 1981, quando fu posta in disarmo a Mariehamn. A gennaio dell'anno seguente la Aurella fu venduta per circa 16 milioni di Dollari all'Irish Continental Group, prendendo il nome di Saint Patrick II e venendo sottoposta a lavori di ristrutturazione, durante i quali i posti letto furono aumentati da 330 a 450, a scapito della capacità dei garage. Il 2 giugno 1982 nave entrò in servizio per Irish Continental Lines tra Rosslare e Le Havre.
Negli anni seguenti, la nave continuò a essere impiegata tra Irlanda e Francia nei mesi estivi, venendo noleggiata in quelli invernali a diverse altre compagnie, tra le quali Belfast Car Ferries (per la quale collegò a più riprese Liverpool e Belfast), North Sea Ferries (che la impiegò sulla rotta Rotterdam - Hull nell'inverno 1982-83), DFDS, Stena Line, B&I Line, Sealink, P&O Ferries e Tallink. In occasione dei noleggi a quest'ultima compagnia, che la impiegò per collegare Helsinki e Tallinn per quattro stagioni invernali tra il '92-'93 ed il '95-'96, la nave prese bandiera estone, tornando a quella irlandese nei mesi estivi. Sempre durante un noleggio alla Tallink, il 4 marzo 1994 la Saint Patrick II partecipò ai soccorsi ai passeggeri e all'equipaggio della nave da crociera Sally Albatross, che stava affondando dopo essersi incagliata.
A partire da settembre 1996 la nave fu posta in disarmo, venendo impiegata solo occasionalmente, l'anno successivo, nei collegamenti tra Francia e Irlanda. Nel 1998 la nave fu noleggiata a scafo nudo con opzione di acquisto alla Hellenic Mediterranean Lines, che la rinominò Egnatia II e la mise in servizio sul collegamento estivo Brindisi - Patrasso, con scali a Igoumenitsa e, occasionalmente, in diverse isole ioniche. La nave rimase in servizio per la compagnia greca anche nell'estate 1999, ma nel 2000 fu noleggiata alla Balear Express e rinominata Ville de Sete, venendo impiegata sulla rotta Sète - Palma di Maiorca nella stagione estiva. Fallita la Balear Express, a partire da settembre la nave fu posta in disarmo al Pireo. A marzo 2001 la nave fu nuovamente noleggiata, questa volta alla Swansea Cork Ferries. Rinominata City of Cork, fu messa in servizio tra Cork e Swansea, tornando poi in disarmo al Pireo a dicembre.
Nei primi mesi del 2002 la nave fu comprata dalla canadese Coopérative de Transport Maritime et Aérien (CTMA). Rinominata C.T.M.A. Vacancier, fu immessa nei collegamenti da Montréal per le Isole della Maddalena, venendo sottoposta nel 2003 a dei lavori di ristrutturazione durante i quali le alette del ponte di comando furono dotate di una copertura.
La C.T.M.A. ha annunciato a dicembre 2023 che la nave è stata venduta per demolizione e partirà per Alang con il nome troncato in Ancier.